# OTP Bank
OTP Bank Group — угорська фінансова інституція в Центральній і Східній Європі. В OTP Group входять великі дочірні компанії, що надають послуги у сфері страхування, нерухомості, факторингу, лізингу та управління інвестиційними та пенсійними фондами. Банк обслуговує клієнтів у 9 країнах, а саме Угорщини, Словаччини, Болгарії, Сербії, Румунії, Хорватії, України, Чорногорії та Росії. 2023 року НАЗК включило OTP Bank у список міжнародних спонсорів війни.
В OTP Group працює 36 тис. співробітників, які обслуговують 13 млн клієнтів у більш ніж 1500 філіях та через електронні канали на всіх ринках банку. OTP як і раніше є найбільшим комерційним банком в Угорщині з часткою ринку більш ніж 25 %.

## Опис
Попередником OTP Банку був Національний ощадний банк, загальнодержавна банківська установа Угорщини. До 1987 року Національний ощадний банк був єдиним роздрібним банком. З 1989 року банк діяв як багатофункціональний комерційний банк з дозволом надавати комерційні позики та банківські послуги банкам та імпортно-експортні операції.
OTP Group почав свою діяльність в 1949 році, коли OTP Bank був заснований як державний ощадний і комерційний банк. Абревіатура OTP походить від слів «Országos Takarék Pénztár», що в перекладі з угорської «Державний ощадний фонд». Компанія стала публічною у 1995 році, а частка держави в капіталі банку зменшилася до однієї привілейованої акції яка згодом була виключена. На сьогодні велика частина акцій банку належать приватним та інституційним інвесторам, що забезпечує стабільну структуру власності компанії. В OTP є висока часта акцій «Free float» яка досягає 68,61 %, з них 8,88 % належить одному з мільярдерів Forbes Мегдету Рахімкулову, 8,57 % угорській MOL Group, 8,30 % французькій Groupama та 5,64 % американській Lazard.
Прості акції банку котуються в категорії «A» на Будапештській біржі. Глобальні депозитарні розписки (ГДР), торгівля якими здійснюється за кордоном, котуються на фондовій біржі Люксембурга та торгуються на SEAQ International (автоматизована система котирування) в Лондоні. ГДР за Правилом 144а розміщені в електронній системі торгівлі цінними паперами PORTAL system.
Під час повномасштабного вторгнення військ РФ до України 2022 року компанія відмовилась зупиняти роботу на російському ринку та приєднатись до бойкоту фашистського режиму. Міністр МЗС України Дмитро Кулеба закликав світ бойкотувати компанію.

## Історія
- 1949 — в Угорщині засновано OTP Bank Plc. як Державний ощадний банк (National Savings Bank), який відразу почав діяльність з кредитування і розміщення депозитів, поступово поповнюючи перелік своїх послуг, розширюючи клієнтську базу і нарощуючи свою ринкову частку.
- 1990 — Державний ощадний банк трансформовано у Публічне акціонерне товариство з акціонерним капіталом 23 млрд угорських форинтів, а установу перейменовано на Національний ощадний і комерційний банк із брендовою назвою OTP Bank Plc. Згодом небанківська діяльність була відокремлена від банку разом із підтримувальними організаційними підрозділами. Державна лотерея була реорганізована в окрему державну компанію, а OTP Real Estate була створена як дочірнє підприємство банку.
- 1995 — розпочався процес приватизації банку, в результаті якого частка держави в капіталі банку зменшилася до однієї привілейованої («золотої») акції (яка згодом, у 1997 році, згідно із законодавством Угорщини, була переведена у категорію звичайних акцій), а акціонерами OTP Bank Plc. стали приватні та інституційні інвестори. Після приватизації розпочалося активне міжнародне розширення OTP Bank, який здійснив низку успішних придбань на банківських ринках країн Центральної та Східної Європи, зокрема:
  - 2001 — перше успішне придбання дочірнього банку у Словаччині — OTP Banka Slovensko;
  - 2003 — придбано банк у Болгарії — DSK Bank;
  - 2004 — придбано банк у Румунії — OTP Bank Romania;
  - 2005 — банк у Хорватії — OTP banka Hrvatska;
  - 2006 — вдалі трансакції з придбання дочірніх банків у Сербії (OTP banka Srbija), Чорногорії (Crnogorska komercijalna banka), Росії (ОАО «ОТП Банк») та Україні (АТ «ОТП Банк»).
  - 2008 — рік став віхою в історії OTP Bank, оскільки він вперше продав одну зі своїх дочірніх компаній. Французька Groupama S.A. придбала лінію страхового бізнесу, і частину транзакції вони вирішили співпрацювати у стратегічних точках та перехрещувати свої фінансові та страхові продукти. Groupama S.A. придбала 8 % акцій OTP Group.
  - У квітні 2014 року було оголошено, що OTP Bank був близький до угоди про придбання угорського банку MKB у німецької фірми BayernLB.[11] Французький Axa Bank Europe оголосив у лютому 2016 року, що уклав угоду з OTP Bank про продаж своїх угорських банківських операцій, який вважається середнім банком в Угорщині.[12]

## OTP Bank Ukraine
На ринок України OTP Bank прийшов у червні 2006 року придбавши одного з лідерів вітчизняного фінансового сектора — АКБ «Райффайзенбанк Україна». На момент придбання банк обслуговував понад 100 тисяч клієнтів, надаючи повний спектр банківських послуг як корпоративним, так і приватним клієнтам, а також представникам малого та середнього бізнесу. Після завершення процедури придбання у листопаді 2006 року OTP Bank Plc. став стовідсотковим власником банку «Райффайзенбанк Україна», який, відповідно, було перейменовано в OTP Bank (АТ «ОТП Банк»).
Станом на липень 2013 року загальні активи OTP Bank Ukraine становлять 19,919 млрд грн., таким чином банк займає 16 місце серед найбільших банків України.

## Спонсорство тероризму
У травні 2023 року НАЗК внесло компанію до списку міжнародних спонсорів війни через те, що вона продовжила роботу в Росії, незважаючи на війну в Україні.
У вересні 2023 року, під шантажем Угорщини про бойкотування допомоги від ЄС на 500 млн євро, Україна тимчасово виключила банк зі списку спонсорів війни. Згодом у МЗС Угорщини заявили, що це виключення суттєво не змінює ситуацію. 3 жовтня НАЗК остаточно виключило OTP Bank зі списку спонсорів війни.

## Галерея

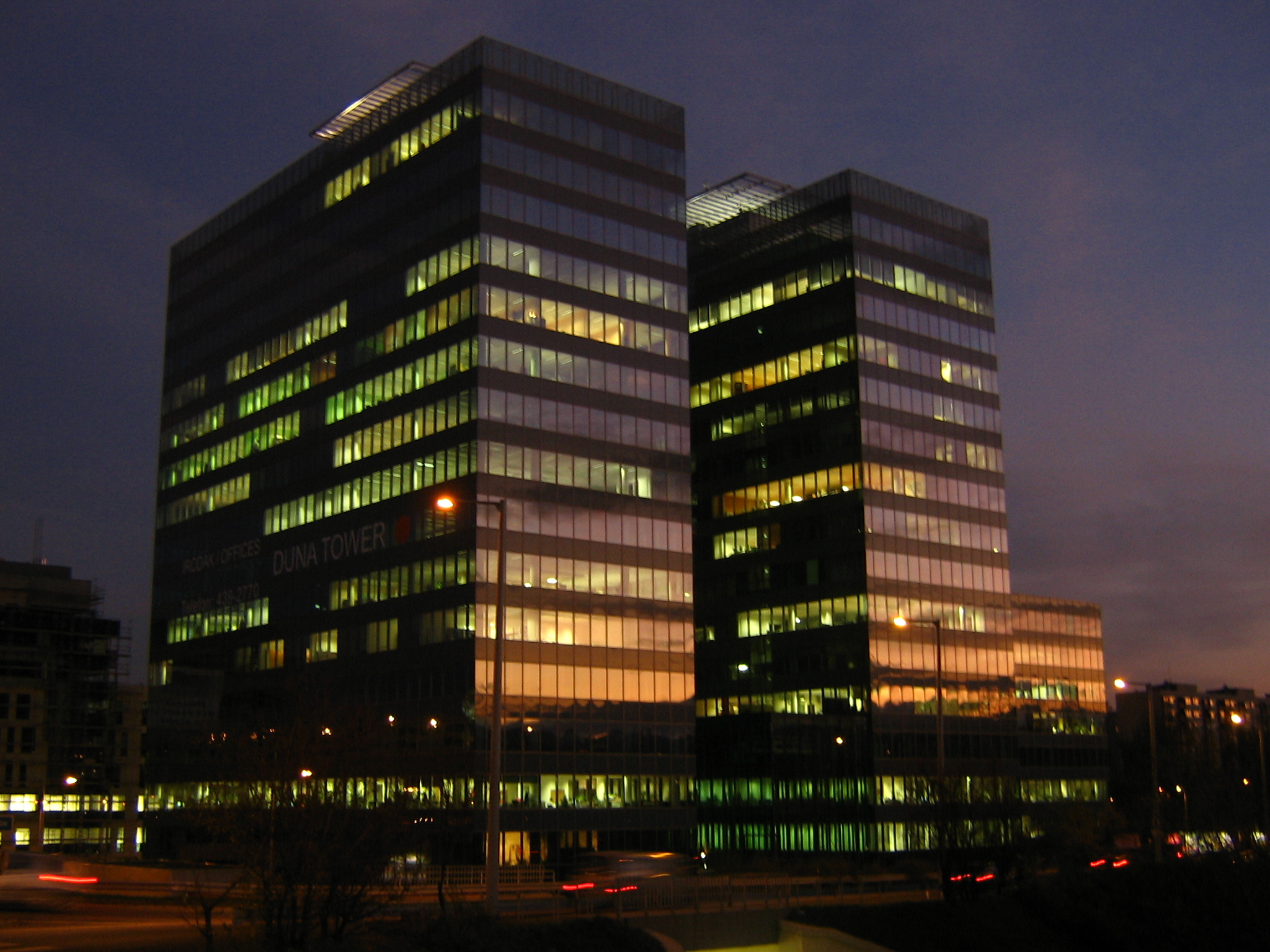
Головний офіс ОТП Банку в Будапешті
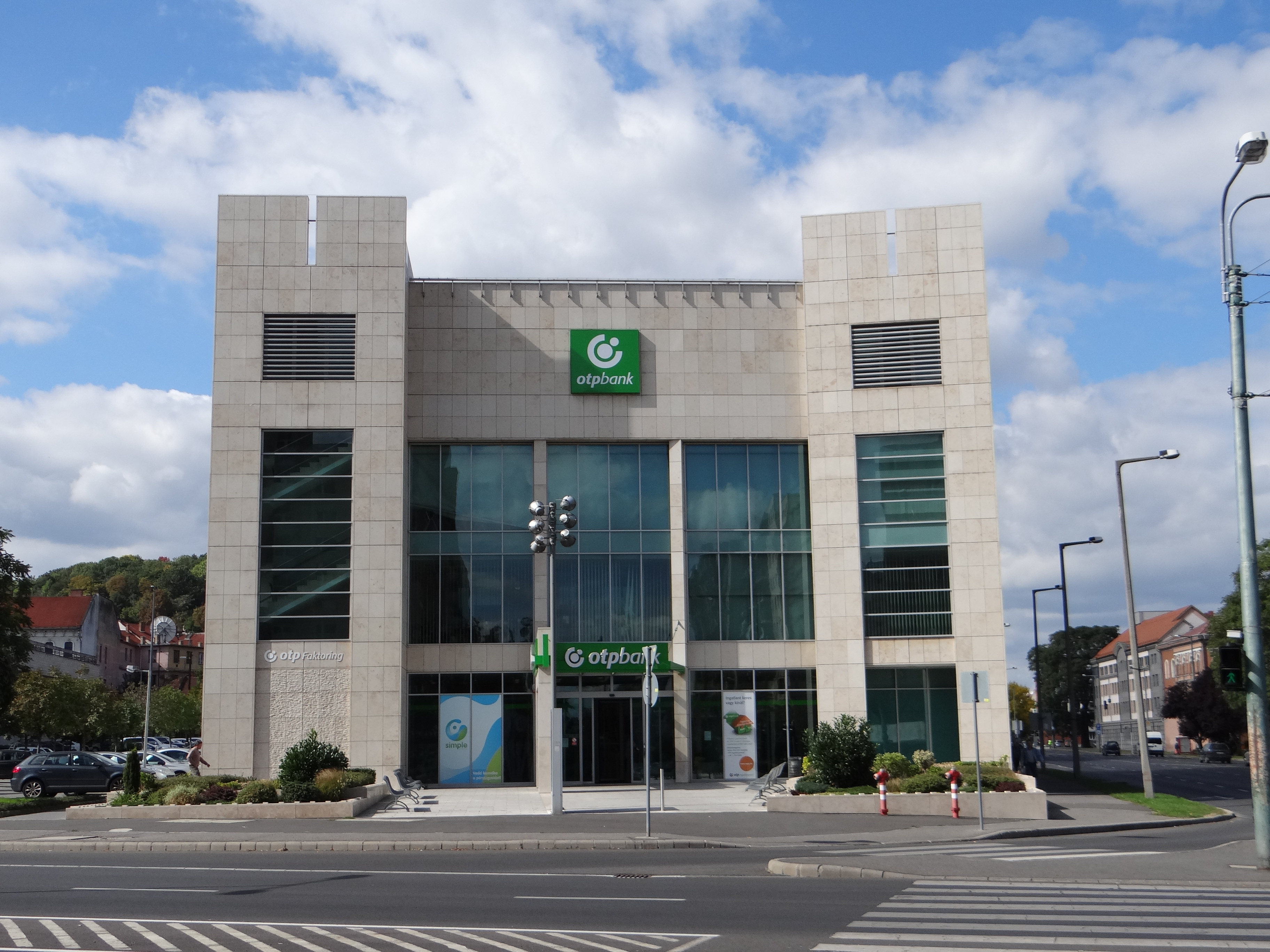
Відділення в м. Мішкольц, Угорщина
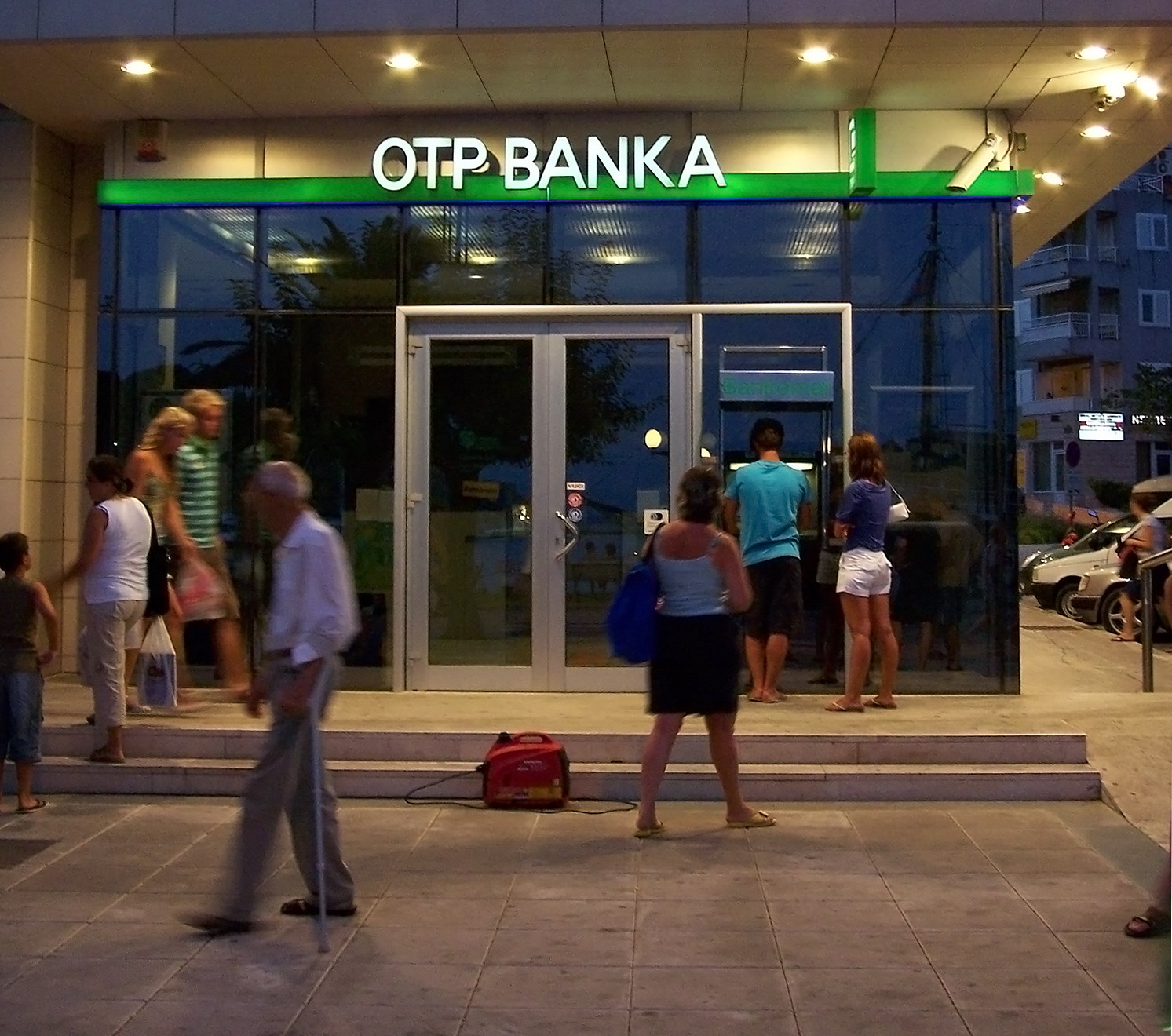
Відділення в м. Макарська, Хорватія
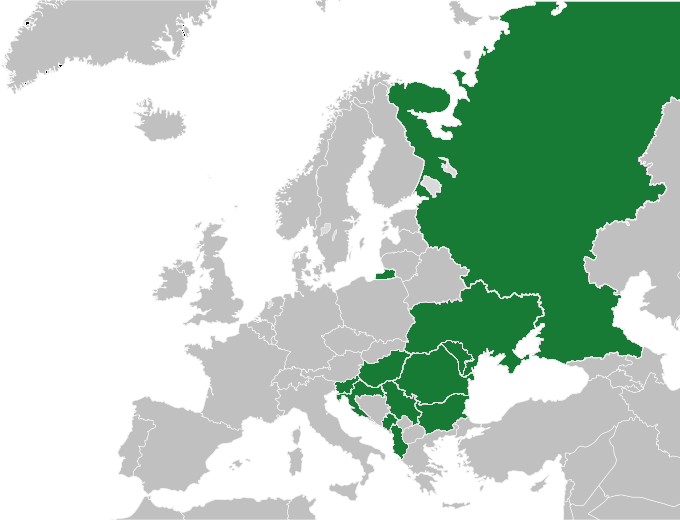
Країни у яких діє OTP